# پاشش سرد
پاشش سرد (به انگلیسی: Cold spraying)یک روش رسوب دهی پوشش است. پودرهای جامد (قطر ۱تا۵۰ میکرومتر) در یک جت گاز ماوراء صوت تا رسیدن سرعت به ۱۲۰۰ متر برثانیه، شتاب می‌گیرند. هنگام برخورد با بستر، ذرات دچار تغییر شکل پلاستیک شده و به سطح می‌چسبند. برای دستیابی به ضخامتی یکنواخت، نازل پاشش در امتداد بستر اسکن می‌شود. فلزات، پلیمرها، سرامیک‌ها، کامپوزیت‌ها و پودرهای نانو کریستالی را می‌توان با استفاده از فرایند پاشش سرد رسوب داد. انرژی جنبشی ذرات که از گسترش گاز تأمین می‌شود، در حین اتصال به انرژی تغییر شکل پلاستیک تبدیل می‌شود. برخلاف روش‌های پاشش حرارتی(Thermal spraying) همچون پاشش پلاسما(plasma spraying)، پاشش قوس الکتریکی(arc spraying)، پاشش شعله (flame spraying) یا سوخت اکسیژنِ سرعت بالا(HVOF)، پودرها حین فرایند پاشش ذوب نمی‌شوند.

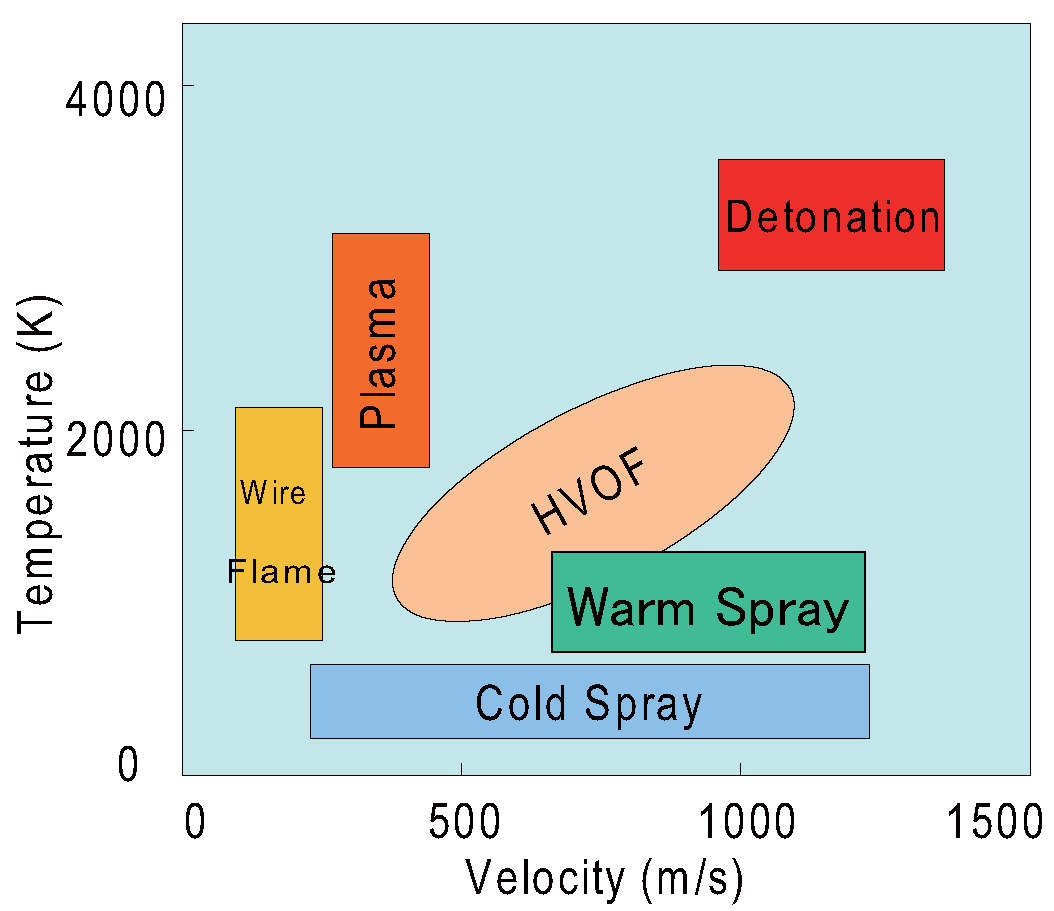
دما و سرعت ذرات برای فرایندهای مختلف پاشش

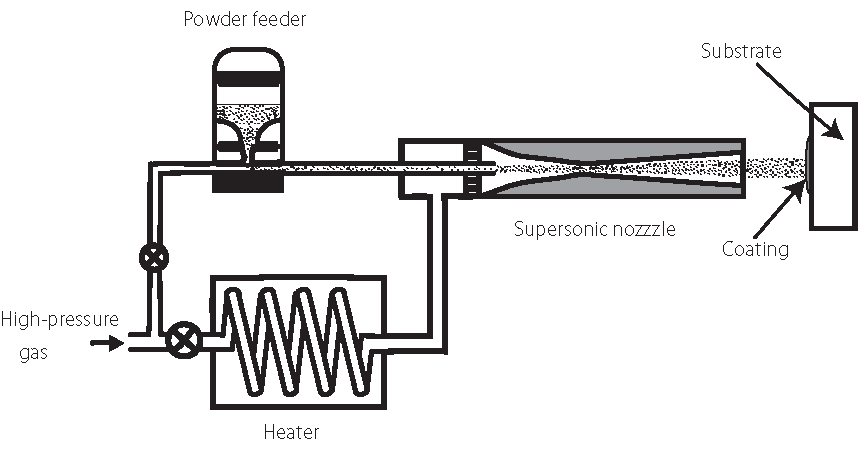
طرح کلی پاشش سرد

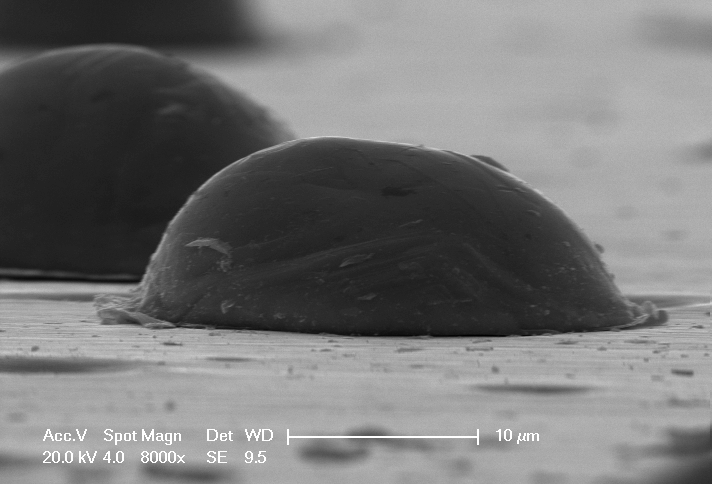
تصویرSEM از یک ذره از تیتانیوم که با پاشش سرد به سطح فولاد متصل گشته‌است.

## تاریخچه
پاشش سرد توسط دانشمندان روسی در دهه ۱۹۹۰ گسترش یافت. دانشمندان در حین آزماش فرسایش ذرات هدف، که در معرض جریان سرعت بالای دوفازی از پودر ریزقرار داشت، تشکیل سریع و تصادفی پوشش هارا مشاهده کردند. این روش پوشش دهی در دهه ۱۹۹۰ تجاری شد.

## انواع
دونوع پاشش سرد موجود است.
پاشش سرد فشار بالا(HPCS) که در آن گاز مؤثر نیتروژن یا هلیوم در فشارهایی بالاتر از ۱٫۵ مگا پاسکال است.سرعت جریان بیش از ۲ مترمکعب در دقیقه و قدرت گرمایش 1.8kw است. این روش برای پاشش پودرهای فلزی خالص با اندازه‌های ۵ تا ۵۰ میکرومتر استفاده می‌شود.
پاشش سرد کم فشار(LPCS) که در آن گاز مؤثر کلر با فشار ۰٫۵ تا ۱٫۰ مگا پاسکال است. سرعت جریان ۲ مترمکعب در دقیقه و قدرت گرمایش ۳ تا ۵ کیلو وات است. این روش برای پاشش مخلوط مکانیکی پودرهای فلزی و سرامیکی مورد استفاده است.
گنجاندن یک جزء سرامیکی در مخلوط، با مصرف انرژی نسبتاً کم پوشش‌هایی با کیفیت بالا را فراهم می‌سازد.

## اصول پایه
رایج‌ترین نظریه پیوند در پاشش سرد به ناپایداری برشی آدیاباتیک (ناپایداری باند لغزشی برشی آدیاباتیک : adiabatic shear instability) نسبت داده می‌شود که در سطح مشترک بستر ذرات در یک سرعت معین یا فراتر به نام سرعت بحرانی اتفاق می‌افتد. هنگامی که ذره کروی شکل با سرعت بحرانی به یک لایه برخورد می‌کند، یک میدان فشار قوی از نقطه برخورد به درون ذره و بستر، به صورت کروی انتشار می‌یابد. در نتیجهٔ این میدان فشار، بار برشی ای تولید می‌شود که مواد را به صورت جانبی شتاب می‌دهد و باعث کرنش برشی متمرکز می‌شود. بارگذاری برشی در شرایط بحرانی منجر به ناپایداری برشی آدیاباتیک می‌شود که درآن نرم شدن حرارتی بر فشار کار(work strain) و سخت شدن نرخ کرنش(strain rate hardening) غالب است که منجر به جهش ناپیوسته دما و کرنش (strain) و شکست تنش‌های جریان می‌شود. این پدیده ناپایداری برشی آدیاباتیک منجر به جریان چسبناک (ناروان: viscous flow) مواد درجهت رو به بیرون جریان وبا دماهایی نزدیک به دمای ذوب می‌شود. این فوران مواد هم چنین پدیده ای شناخته شده در جوشکاری انفجاری مواد است.

## پارامترهای کلیدی
عوامل متعددی وجود دارد که می‌تواند بر کیفیت پوشش‌های پاشش سرد و کارایی رسوب اثر بگذارد. از جمله عوامل اصلی و اثرگذار:
- نوع گاز همانند هوا، نیتروژن واکسیژن
- فشار گاز
- دمای گاز (بیشترین دما در پاشش سرد ۹۰۰ درجه سلسیوس است[۳])
- اندازه ذرات
- ویژگی‌های مواداولیه همانند چگالی، استجکام و دمای ذوب
- نوع نازل
- بستر
- سینتیک رسوب (سرعت عرضی تزریق، سرعت پیمایش، تعداد عبوری و…)
- فاصله ایستادن (فاصله بین نازلِ پاشش و بستر[۹])

پارامترهای پاشش سرد با توجه به خصوصیات پوشش مورد نظر و ملاحظات اقتصادی انتخاب می‌شوند که می‌توان با در نظر گرفتن وابستگی میان پارامترهای فرایند و خصوصیات پوشش نهایی آن را انجام داد.بسته‌های نرم‌افزاری هم برای این هدف فراهم است.

## مزایا و معایب
پاشش سرد مزایای بسیاری داردکه موجب پیشی‌گیری آن بر سایر فرایندها می‌شود. به عنوان یک فرایند سرد، خصوصیات فیزیکی و شیمیایی اولیه ذرات حفظ می‌شود و حرارت دهی بستر حداقل است؛ درنتیجه در کار سرد ریزساختار پوشش‌ها دچار ذوب و انجماد نمی‌شود. تبلور مجدد دینامیکی با دانه‌های تصفیه شده(refined grains)بین ذرات و ناحیه پیوند ذرات مشاهده شده‌است.به علاوه در این فناوری به دلیل آنکه مکانیزم چسبندگی کاملاً مکانیکی است، امکان پاشش مواد حساس به حرارت و ترکیبات مواد بسیار متفاوت فراهم است.
سایر مزایا:
- رسانایی بالای گرمایی و الکتریکی پوششش‌ها
- چگالی و سختی بالای پوشش‌ها
- همگنی بالای پوشش‌ها
- افت حجمی کم
- امکان پاشش ذرات کوچک در ابعاد میکرو(۵ تا ۱۰ میکرومتر)
- امکان پاشش نانو مواد و مواد آمورف
- فاصله کم ایستادن
- خداقل به‌سازی و آماده‌سازی سطح
- مصرف کم انرژی
- امکان فراهم کردن اشکال پیچیده و سطوح داخلی
- بهره‌وری بالا به خاطر سرعت تغذیه بالا
- نرخ رسوب و کارایی بالا
- امکان جمع‌آوری و استفاده مجدد از ۱۰۰٪ ذرات
- بدون مواد زائد سمی
- بدون احتراق
- افزایش ایمنی عملیاتی در غیاب جت‌های گازی و اشعه در دمای بالا

جت به دست آمده به خاطر اندازه کوچک نازل(۱۰ تا۱۵ میلی مترمربع) وفاصله کم استادن(۲۵ میلی‌متر) یک باریکه ذره(particle beam) با چگالی بالاست که این منجر به تمرکز بالای جت و کنترل دقیق بر روی سطح رسوب می‌شود. در نهایت ایجاد تنش‌های فشاری این امکان را می‌دهد تا پوشش‌های یکنواخت از نظر تراکم و هم چین فوق‌العاده ضخیم(۲۰ میکرومتر تا ۵۰ میلی‌متر) داشته باشیم.
از سویی دیگر برخی مشکلات را می‌توان یافت. همانند اینکه پاشش مواد سخت و ترد دشوار است، چرا که در این حالت، چسبندگی مکانیکی از طریق تغییر شکل پلاستیک نمی‌تواند مؤثر باشد چنان‌که پیش تر از این برای ذرات شکل‌پذیر اثر گذار بود.
سایر معایب:
- شکل‌پذیری نزدیک به صفر در حالت پاشش
- نیاز به بستر شکل‌پذیر
- دشواری در پردازش سرامیک‌های خالص و برخی آلیاژهابه عنوان آلیاژهای کار سخت
- هزینه بالای هلیوم
- رسوب و فرسایش نازل

## کاربرد

### پوشش
توانایی این فرایند در رسوب دهی موادی که حساس به دما و فاز هستند آن را فناوری ای برای فراهم سازی پوشش‌هایی قرار می‌دهد که با سایر فناوری‌های پاشش حرارتی ناممکن است. به‌طور کلی از پاشش سرد می‌توان برای تولید پوشش‌های متنوعی ازفلزات، آلیاژها و کامپوزیت‌های مبتنی برفلز استفاده کرد، از جمله آن دست ار مواد که دمای ذوبی بالا دارند (همانند تانتالوم، نیوبیوم،سوپرآلیاژها: tantalum, niobium, superalloys). این فرایند هم چنین برای رسوب موادی که به حضور اکسیژن بسیار حساس هستند و در دمای کمی بالارفته به راحتی اکسید می‌شوند(نتیجه ای که برای عملکرد این مواد آسیب زاست)، ارزشمند است. از نمونه‌های پوشش‌های حساس به اکسیژن که معمولاً با پاشش سرد تولید می‌شوند می‌توان به آلومینیوم، تیتانیوم،کامپوزیت‌های کاربیدی (همانند کاربید تنگستن: tungsten carbide) و هم چنین پوشش‌های به دست آمده از آلیاژهای آمورف اشاره کرد.
پیشرفت‌های افزایشی در پاشش سرد مربوط به رسوب مواد سرامیکی روی فلزات است، می توان به‌طور قابل ملاحظه ای به اکسید تیتانیوم برای اثرات فوتوکاتالیستی، و استفاده از پاشش سرد در ساخت افزایشی(additive manufacturing) اشاره کرد.

### بازسازی
از پاشش سرد امروزه برای بازسازی قطعات ماشین در چند دقیقه استفاده می‌شود. ذرات فلزی (آلیاژهای نیکل) در ترکیبی از نیتروژن و گاز هلیوم حرکت می‌کنند و به تدریج بر روی بخش آسیب دیده قرار می‌گیرند تا سطح مورد نظر را دوباره ایجاد کنند. یک ربات حرکت گرد پاش(sprayer) را کنترل می‌کند. ارتش ایالات متحده از این فناوری برای بازسازی یک قطعه در بالگردهای بلک هاوک(Blackhawk helicopters) استفاده می‌کند. جنرال الکتریک(General Electric) این فناوری را برای کاربردهای غیرنظامی وفق می‌دهد.

### ساخت
ساخت افزایشی با استفاده از فناوری پاشش سرد می‌تواند با نرخ بالا قطعات و اجزا را با سرعت رسوب ۴۵ کیلوگرم در ساعت (بسیار سریع تر از سایر روش‌های ساخت افزایشی) تولید کند.
برخلاف سایر روش‌های ساخت افزایشی همانند ذوب لیزری انتخابی(selective laser melting) یا ساخت افزایشی پرتو الکترون(electron beam)، پاشش سرد مواد را ذوب نمی‌کند. این بدان معناست که فلزات دچار کژدیسی مربوط به حرارت نمی‌شوند و نیازی به ساخت قطعات در محیط خلأ یا گاز بی اثر نیست که امکان ایجاد ساختارهای بزرگتری را فراهم می‌کند. بزرگ‌ترین وسریع‌ترین چاپگر سه بعدی فلزی جهان دارای پوششی ساخته شده به حجم ۹×۳×۱٫۵ متر است و از پاشش سرد دینامیکی(gas dynamic cold spray) استفاده می‌کند.
ساخت با فناوری پاشش سرد مزایایی از جمله توانایی ایجاد اشکال بدون محدودیت شکل و اندازه، نسبت خرید به پرواز کارآمدتر در مقایسه با ماشینکاری، و توانایی استفاده ازفلزات غیرمشابه برای ساخت قطعات فلزی ترکیبی(hybrid metal parts – materials) همانندآلیاژهای تیتانیوم، مس، روی، فولاد ضدزنگ، آلومینیوم، نیکل، حتی آلیاژهاست(hastelloy)و آلیاژ اینکونل(inconel) می‌توانند باهم پاشیده شوند.